# Kontenery Solarisa

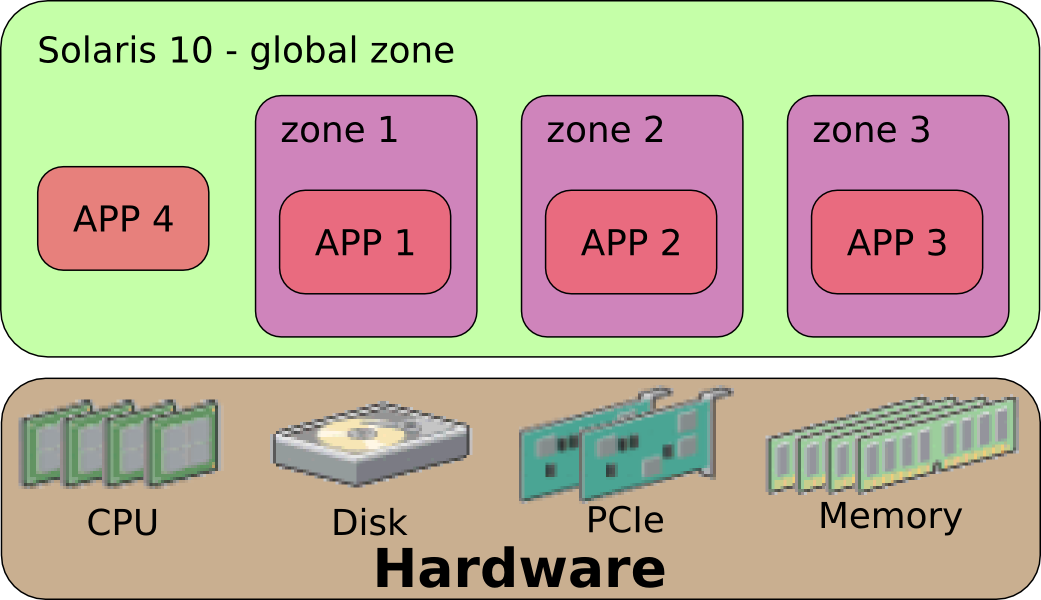
Schemat architektury Kontenerów Solarisa

Kontenery Solarisa (ang. Solaris Containers) są technologią wirtualizacyjną dostępną począwszy od Solaris 10. Jest to implementacja technologii zwanej wirtualizacją poziomu systemu operacyjnego.